# ستيف ليكويليا
ستيف ليكويليا (بالإنجليزية: Steve Lekoelea)‏ (5 فبراير 1979 جنوب أفريقيا - ) هو لاعب كرة قدم جنوب أفريقي، يلعب كلاعب وسط.

## روابط خارجية
- ستيف ليكويليا على موقع الاتحاد الدولي (مؤرشف)  (الإنجليزية)
- ستيف ليكويليا على موقع قاعدة بيانات كرة القدم.إي يو (الإنجليزية)
- ستيف ليكويليا على موقع ناشيونال فوتبول تيمز (الإنجليزية)
- ستيف ليكويليا على موقع أوليمبيديا (الإنجليزية)